# مهرجان القطن
يقام مهرجان القطن سنوياً قي مدينة حلب, سورية في موسم حصاد القطن. بدأت الدورة الأولى لمهرجان القطن بشكل رسمي في عام 1956. ويعتقد أن سكان مدينة حلب كانوا يحتفلون في موسم القطاف قبل ذلك العام. يتخلل المهرجان حفل كرنفالي يمر من ساحة سعد الله الجابري التي تعتبر الساحة الرئيسية في مدينة حلب. يشارك في الكرنفال العديد من الجهات العامة والخاصة ذات العلاقة بصناعة القطن. 
وجدير بالذكر أن مدينة حلب تشتهر عالمياً بصناعة النسيج والقطن تحديداً لدرجة أن صناعة النسيج السورية في خمسينات القرن العشرين اكتسبت شهرة عالمية تضاهي صناعة النسيج الإنكليزية, ولكن تأثرت هذه الصناعة بشكل كبير بعد عمليات التأميم التي تمت في عهد الوحدة بين سورية ومصر وبعيد استلام حزب البعث للسلطة في سورية.